# Open Kiroleta
El Open Kiroleta en el que se disputa el Trofeo Ayuntamiento de Baquio, conocido como M25 Bakio en el Circuito mundial masculino de tenis ITF, es un torneo de tenis masculino profesional organizado por el Club Kiroleta que se celebra anualmente en la localidad vizcaína de Baquio, España. Forma parte del circuito ITF World Tennis Tour y reparte puntos para el ranking mundial de la ATP.
El torneo se celebra desde 1983, lo que le permite consolidarse como uno de los torneos profesionales más veteranos de entre los que se celebran actualmente en España.
Se juega sobre la superficie ‘Green Set’ de pista rápida, reparte 25.000 dólares en premios y recibe jugadores de los cinco continentes.
Desde su entrada en el calendario del circuito mundial, por sus pistas han pasado tenistas que posteriormente han copado los primeros puestos de la clasificación mundial de la ATP como Roberto Bautista, Fernando Verdasco, Joao Sousa… o más recientemente Alejandro Davidovich, Bernabé Zapata o Jaume Munar, todos ellos en el ‘Top 100’ del ranking.
La Pista Central del Club Kiroleta fue bautizada en 2018 con el nombre de Alberto Berasategui, mejor tenista vasco de la historia (alcanzó el 7º puesto de la ATP y fue subcampeón de Roland Garros), que dio sus primeros raquetazos en las pistas del recinto bakiotarra.
Desde hace varias ediciones, y como actos paralelos a la disputa del evento tenístico, ha celebrado también partidos de exhibición, a los que se han sumado figuras relevantes del deporte vasco como los exfutbolistas Ismael Urzaiz y Manu Sarabia, el jugador de baloncesto Javier Salgado, las jugadoras internacionales de hockey hierba Rocío Ybarra y Maialen García, los pelotaris Pablo Berasaluze y Mikel Urrutikoetxea o la campeona de España de ciclismo Ziortza Villa.
El vigente campeón del torneo es el Francés Clément Chidekh, que en la final de 2024 se impuso a su compatriota Robin Bertrand.